# Harry Martin
Harry Percy Martin (1889 — julho de 1922) foi um ciclista canadense que competia em provas de estrada. Ele representou o Canadá nos Jogos Olímpicos de Verão de 1920, em Antuérpia.